# Chloroclystis sayata
Chloroclystis sayata är en fjärilsart som beskrevs av Holloway 1976. Chloroclystis sayata ingår i släktet Chloroclystis och familjen mätare. Inga underarter finns listade i Catalogue of Life.